# Attairo
Attairo (in greco Αττάβυρος?, Attavyros) è un ex comune della Grecia nella periferia dell'Egeo Meridionale (unità periferica di Rodi) con 3.225 abitanti secondo i dati del censimento 2001.
È stato soppresso a seguito della riforma amministrativa, detta programma Callicrate, in vigore dal gennaio 2011 ed è ora compreso nel comune di Rodi.
È il comune più occidentale dell'isola e la sede del municipio è il centro di Empona, che conta 1.216 abitanti e sorge ai piedi del Monte Attairo (1215 m s.l.m.), la cima più elevata di Rodi.

Le altre località più popolose sono Sant'Isidoro e Castello (Kretinìa), con rispettivamente 590 e 542 residenti.

Il territorio comunale, che comprende la parte centrale della costa occidentale di Rodi, è il secondo più esteso dell'isola, dopo Rodi Sud.

## Monumenti e luoghi d'interesse
Sulla cima del monte Attairo vi è un pianoro artificiale su cui sono visibili le rovine del tempio di Giove Attavirio, che, secondo il mito, fu costruito dall'eroe Atamene, il fondatore dell'antica Camiro.

## Località
| Nome località | Nome originale località | Nome circoscrizione                | Nome originale circoscrizione | Popolazione (ab) |
| ------------- | ----------------------- | ---------------------------------- | ----------------------------- | ---------------- |
| Embona        | Έμπωνας                 | Embona                             | Έμπωνα                        | 1.216            |
| Mandriko      | Μανδρικό                | Embona                             | Έμπωνα                        | 235              |
| Sant'Isidoro  | Άγιος Ισίδωρος          | Sant'Isidoro                       | Αγίου Ισιδώρου                | 590              |
| Castello      | Κρητηνία                | Kretinìa (o Castellos o Kastellos) | Κρητηνίας                     | 542              |
| Camiro-Scala  | Κάμειρος Σκάλα          | Kretinìa                           | Κρητηνίας                     | 64               |
| Monolito      | Μονόλιθος               | Monolithos                         | Μονολίθου                     | 334              |
| Siana         | Σιάνα                   | Siana                              | Σιάνων                        | 229              |
| Lacchi        | Λακκί                   | Siana                              | Σιάνων                        | 15               |

## Galleria d'immagini

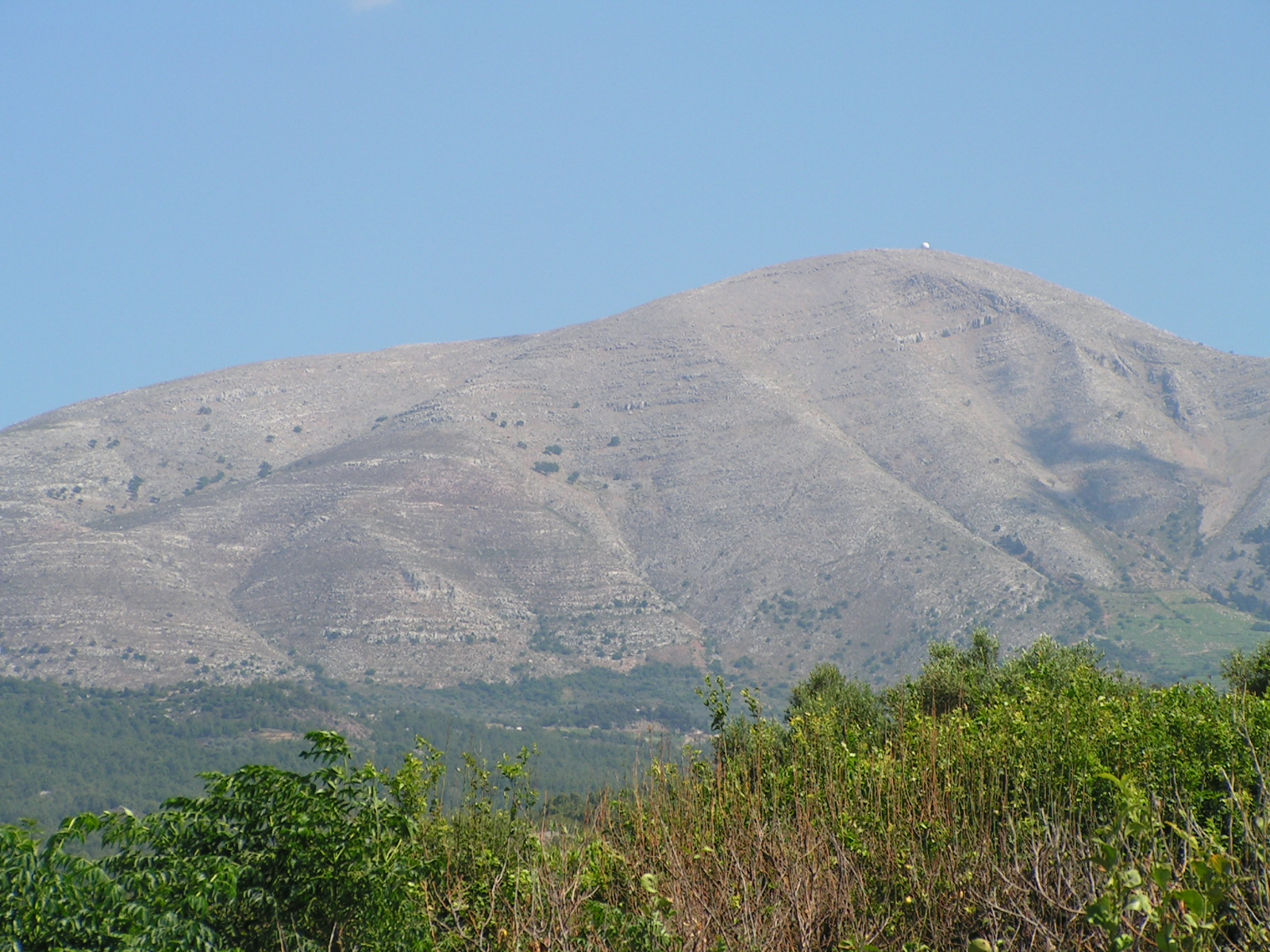
Il Monte Attairo.
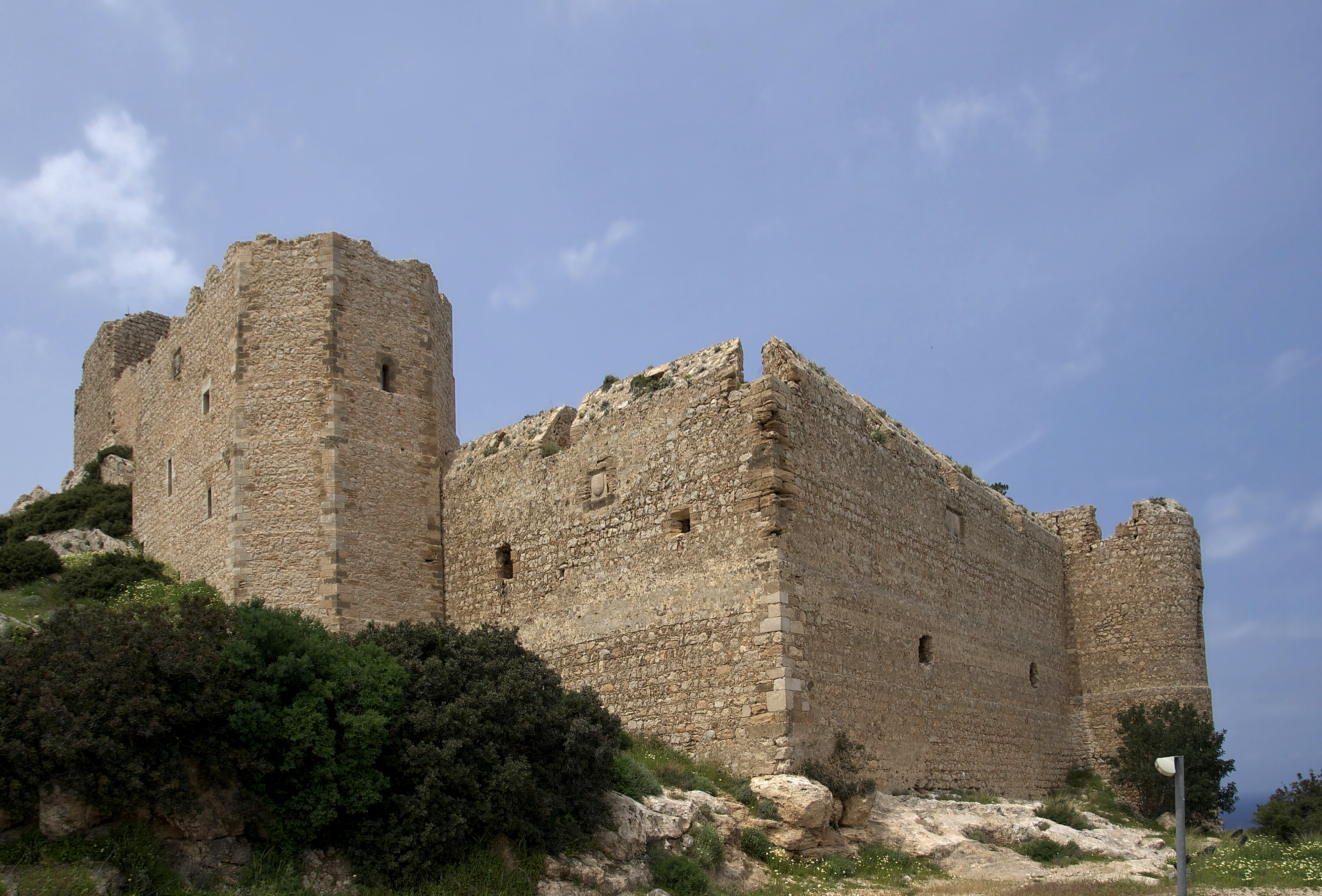
Castello, la fortificazione militare fatta costruire nel 1472 da Giorgio Orsini.
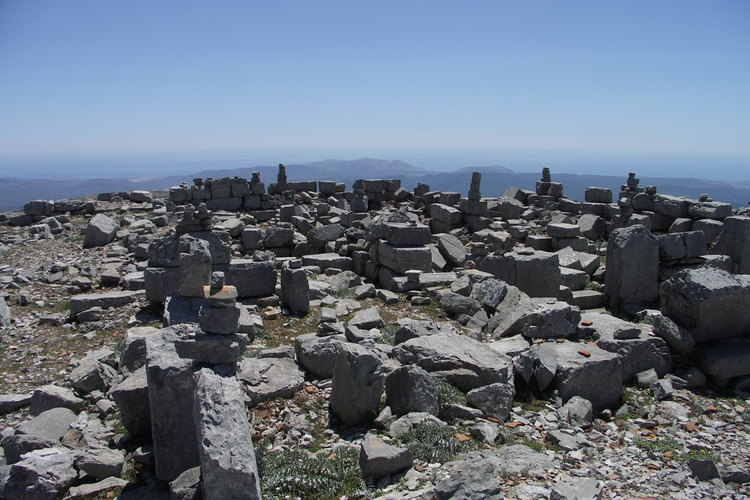
Embona, il tempio di Zeus (Giove) sulla cima del Monte Attario.
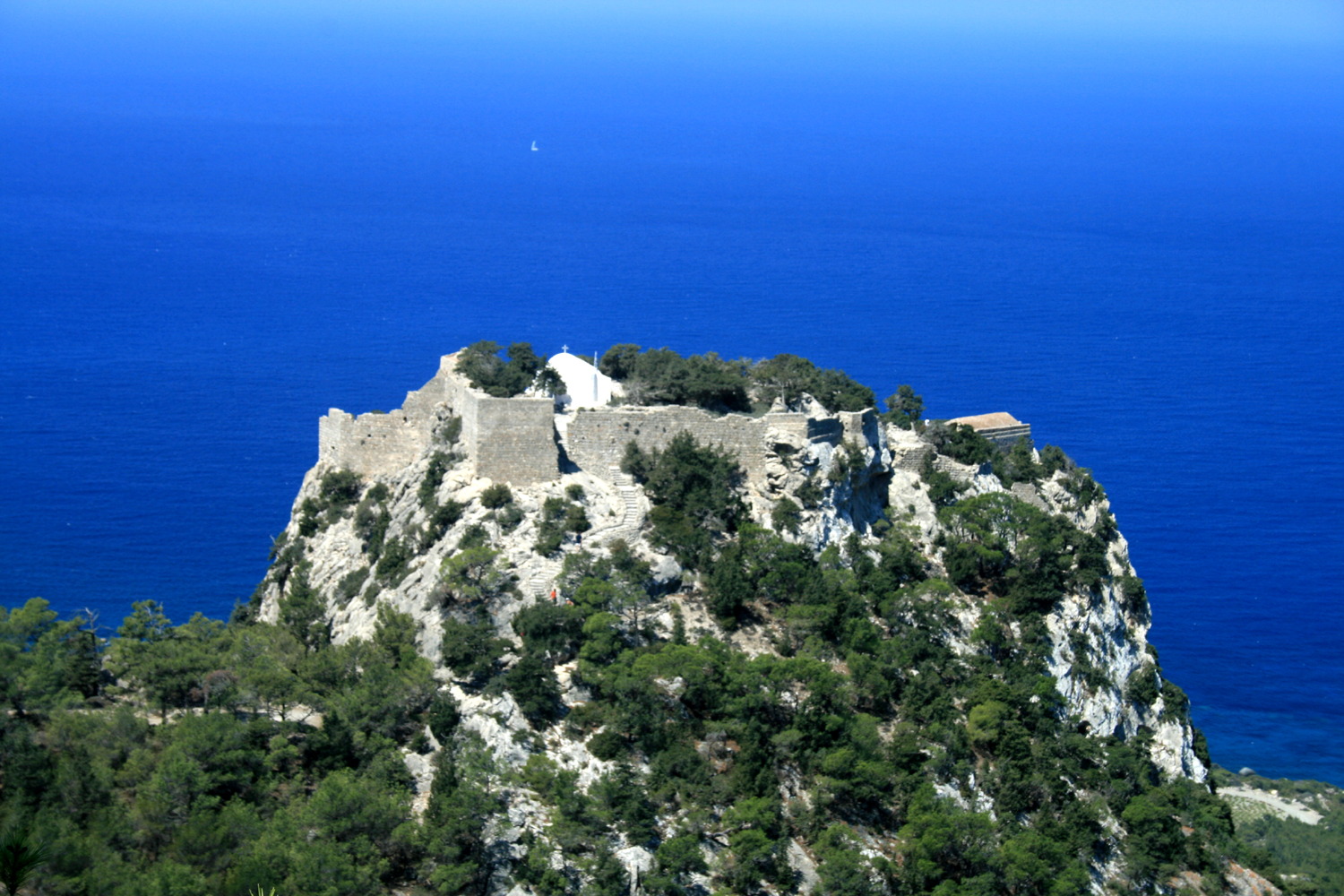
Monolito, il castello veneziano costruito dai Cavalieri di San Giovanni nel 1480.